# Cauro
Cauro (in corso: Cavru) è un comune francese: di 1 444 abitanti situato nel dipartimento della Corsica del Sud nella regione della Corsica.

## Società

### Evoluzione demografica
Abitanti censiti